# سیارک ۱۱۹۱۴
سیارک ۱۱۹۱۴ (به انگلیسی: 11914 Sinachopoulos، نامگذاری:1992RZ3) یازده هزار و نهصد و چهاردهمین سیارک کشف شده‌است که در ۲ سپتامبر ۱۹۹۲ کشف شد.
قدر مطلق سیارک برابر ۱۵٫۳۰ است.